# کورگیدورا، کرتارو
کورگیدورا (به اسپانیایی: Corregidora) از شهرهای کشور مکزیک است که در ایالت کرتارو قرار دارد و جمعیت آن طبق سرشماری سال ۲۰۱۰ میلادی ۱۲۴٬۸۷۳ نفر بوده است.